# Кримінальне покарання
Криміна́льне покара́ння — захід державного примусу, що застосовується від імені держави за вироком суду до особи, яка вчинила кримінальне правопорушення, і полягає в передбаченому кримінальним законом в обмеженні прав і свобод засудженого.

## Історія

### Первіснообщинний лад та давня історія
Еволюція покарань йшла паралельно з еволюцією людства. З його появою відбувся поділ людей на класи. Пануючі класи, захищаючи приватну власність і свої інтереси, розробили загальні правила, що регулюють взаємовідносини людей між собою і життя суспільства у цілому. Взаємовідносини людей мали особливий характер, тому виконання правил поведінки було майже добровільним, єдиним і найжорстокішим засобом впливу на людину, крім морального засудження, було вигнання. Поняття покарання розширювалося, сформувалося поняття злочину. Покарання призначалися залежно від типу злочину, його об'єкта та інших обставин. Загалом покарання були тілесними, застосовувалась смертна кара. Згодом було введено поняття співучасті. За злочини вчинені групою осіб призначалися жорсткіші покарання.

### Середньовіччя
Середньовіччя характеризується значним розвитком людства, права, відповідно поняття покарання. Інститутам злочину і покарання в роки середньовіччя приділялося багато уваги. Злочином тепер вважалося заподіяння шкоди, а не образа, як було раніше. Порівняно з минулим, поняття злочину значно розвинулось і означало порушення правових норм, встановлених державою. Покарання зберігали класовість, проте класовість була у всіх галузях права Середньовіччя. Було введено вікові обмеження — особа могла бути притягнута до відповідальності тільки з 16 років. Душевнохворі звільнялися від відповідальності, введено поняття необхідної оборони, крайньої необхідності. Важливою зміною було запровадження принципу "особистої відповідальності особи за вчинений злочин ". Раніше за злочини могли притягатися до відповідальності рідні та близькі злочинця, але це було скасовано. Характерним для тогочасного права було те, що в системі покарань головне місце займали грошові покарання: навіть за вбивство можна було викупитись грішми. Кара в'язницею не існувала; конфіскацією майна карали тільки на умисне вбивство, підпал, рецидивну крадіж. Виділялась проста та складна співучасть у здійсненні злочину, залежно від якого встановлювалось покарання. За приховування та недонесення щодо деяких злочинів винні також підлягали карі. Також потрібно відзначити Запорізьку Січ, де існувало помилування чи пом'якшення покарання. Наприклад, заміна смертної кари на побиття киями, пов'язане з необхідністю засудженого паланкового козака матеріально утримувати дружину й дітей. Хоча на Січі переважно застосовувалась смертна кара та тілесні покарання, але вони були обумовлені військовим характером Запорізької Січі.

### Російська імперія
Період залежності українських земель від Російської імперії характеризується розпадом феодально-кріпосницького ладу і формуванням капіталістичних відносин. В 1840 році було введено в дію єдину правову систему, яка діяла на всій території Російської імперії, в тому числі і в Малоросії (назва України в ті часи).Система покарань складалась з 35 видів — від смертної кари до догани. Метою покарання було передусім залякування широких мас людей, про що свідчить наявність великої кількості санкцій із смертною карою. Покарання застосовувалися для придушення будь-яких ознак колишньої автономії і незалежності України, тому часто були не справедливими і застосовувалися без підстав.

### СРСР
Весь державний механізм СРСР працював на реалізацію утопічної ідею комунізму. І норми кримінального права не виняток. В СРСР більшість галузей права в більшій чи меншій мірі залежали від політики. Зокрема санкції Особливої частини Кримінального кодексу УРСР 1960 р. в більшості передбачали покарання у вигляді позбавлення волі. Це приклад застосування покарання для усунення різних небажаних осіб від суспільства. Проте не завжди ці особи були злочинцями і становили суспільну небезпеку. Також широко використовувалась заслання, тобто вигнання для колонізації нових земель. Були сформульовані два принципово нових положення каральної політики: «комуністичне» перевиховання ув'язнених і забезпечення самоокупності місць позбавлення волі. Саме для реалізації самоокупності була залучена праця засуджених. Спочатку ув'язнені не розглядалися як дешева робоча сила, але коли в ході реалізації першої п'ятирічки у країні став відчутним дефіцит трудових ресурсів, уряд СРСР ухвалив рішення про використання праці ув'язнених. Хоча офіційно в законодавстві СРСР поняття "каторга" не вживалося, але його приклади мають численні підтвердження. Праця мільйонів засуджених використовувалась безоплатно.

### Незалежна Україна

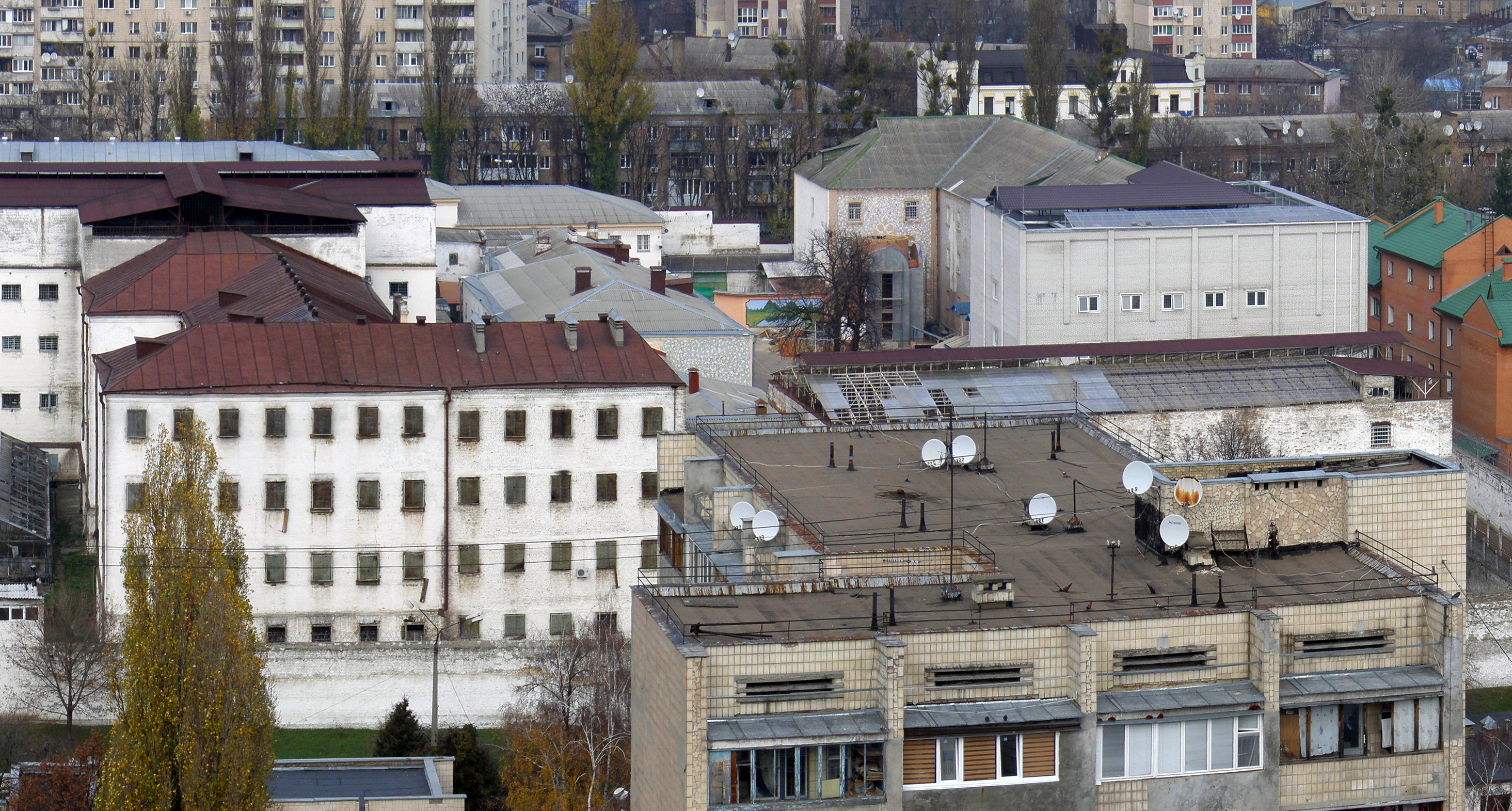
Лук'янівська в'язниця

Сучасний процес призначення та виконання кримінальних покарань регулюються Кримінальним кодексом України. Спектр покарань є дуже широким. Законодавство визначає пом'якшення та обтяження покарання. Суд враховує обставини, які можуть пом'якшити або обтяжити покарання. Законодавство визначає таке поняття як звільнення від покарання та його відбування. Також визначається таке поняття як заміна невідбутної частини покарання м'якішим. Воно призначається судом, якщо засуджений став на шлях виправлення. Амністія оголошується законом України стосовно певної категорії осіб. Помилування здійснюється Президентом України стосовно індивідуально визначеної особи. Помилування — це заміна засудженому призначеного судом покарання у виді довічного позбавлення волі на позбавлення волі на строк не менше двадцяти п'яти років.

## Мета покарання
Мету покарання можна розглядати в чотирьох площинах, в яких вона проявляється: 

- кара засудженого;
- виправдання засудженого;
- спеціальне попередження;
- загальне попередження.

Коли до засудженого застосовується покарання, то обов'язковою складовою є кара. Кара засудженого становить зміст покарання — позбавлення або обмеження прав і свобод особи, засудженої за вчинення злочину. Це обумовлено суспільством. При вчиненні злочину особою, вона завдає шкоди суспільству, тому це викликає справедливе обурення. Держава, захищаючи суспільство і виправдовуючи його сподівання, карає винного. Щодо самої кари, то важливо, щоб вона відповідала принципові справедливості. Тобто винний повинен зрозуміти, що він відплачує за вчинені ним протиправні дії і відплачує справедливо, відповідно до шкоди, яку він своїми діями завдав суспільству. Обмеження прав та свобод засудженого повинно бути належно обґрунтованим.
Засуджений зобов'язаний перетерпіти ті позбавлення й обмеження, що пов'язані з застосуванням до нього покарання. При цьому має бути забезпечений належний захист його законних прав та свобод.
Три інші прояви мети покарання є бажаними, але при виконанні покарання, досягаються не завжди. Доказом цього служать численні випадки вчинення злочинів під час відбування покарання у вигляді позбавлення волі, а також збільшення випадків вчинення злочинів повторно особами, що вже відбули покарання за вчинений злочин, а також зростання рецидивної злочинності. Це свідчить про відсутність бажаного виправлення засудженого та запобігання вчинення ним нового злочину.
Спеціальне попередження злочину не зводиться тільки до запобігання вчинення нових злочинів зі сторони засудженого. Велике значення мають виховні заходи відносно засуджених. Перевиховання (виправлення) засудженого — це певні зміни в його особистості. Такі зміни перетворюють його з небезпечного на безпечного члена суспільства, схиляють до правомірної поведінки, поваги до правил і традицій людського співжиття. Якщо засуджений стане на шлях виправлення, то можливе пом'якшення покарання, яке є йому вигідним. З моральної точки зору виправлення засудженого і є метою покарання.
Суд, караючи злочинця, спричиняє виховну дію на суспільство, вирок суду організує громадську думку на активну боротьбу зі злочинами і разом з тим є попередженням для окремих небезпечних членів суспільства. Запобігання вчиненню злочинів іншими особами — це так зване загальне попередження злочинів. Застосовуючи покарання до засудженого, суд таким чином констатує, що відповідні діяння є суспільно небезпечними і всі особи зобов'язані уникати їхнього вчинення. З точки зору безпеки та нормальної життєдіяльності суспільства, саме запобігання вчиненню злочинів іншими особами є провідною метою покарань. Страх перед відповідальністю за свої протиправні дії виступає засобом стримування осіб від їхнього вчинення.
Прикладом цього є можливість добровільної відмови від доведення злочину до кінця. Особа, яка мала можливість завершити злочин, але добровільно відмовилась від нього, не буде нести відповідальності за вчинене готування чи незакінчений злочин, якщо фактично вчинене нею діяння на стадії готування чи замаху не буде містити склад іншого злочину. В такому разі особу стримує страх перед покаранням за її можливі дії і вона їх не вчиняє.
Важливою умовою в боротьбі зі злочинами є створення громадської атмосфери нетерпимої до злочинів. Особа буде боятися осуду і самого суспільства, якщо стане або плануватиме стати на бік злочину.
Міжнародно-правові акти, Конституція України визначають, що кожен має право на повагу до його гідності і ніхто не може бути підданий катуванню, жорстокому, нелюдському або такому, що принижує його гідність, поводженню чи покаранню . Тому покарання не має на меті завдати фізичних страждань або принизити людську гідність, хоча засуджений, відбуваючи покарання, відчуває певний дискомфорт і переживає, відповідно до виду покарання, страждання морального характеру.